# Dipartimento di Ñorquín
Ñorquín è un dipartimento argentino, situato nella parte nord-occidentale della provincia di Neuquén, con capoluogo El Huecú.
Esso confina a nord con i dipartimenti di Minas e Chos Malal, a est con quello di Pehuenches, a sud con il dipartimento di Loncopué e ad ovest con la repubblica del Cile.
Secondo il censimento del 2001, su un territorio di 5.545 km², la popolazione ammontava a 4.628 abitanti, con un aumento demografico dell'11,90% rispetto al censimento del 1991.
Il dipartimento, nel 2001, è suddiviso in:
- 4 comuni di terza categoria: Caviahue-Copahue, El Cholar, El Huecú, Taquimilán